# Magyarkelecsény
Magyarkelecsény (szlovákul: Kľačany) Nyarádkelecsény településrésze Szlovákiában, a Kassai kerület Nagymihályi járásában.

## Fekvése
Nagykapostól 3 km-re, délkeletre fekszik. Nyarádkelecsény nyugati részét alkotja.

## Története
1315-ben említik először.
A 18. század végén, 1799-ben Vályi András így ír róla: „KELECSÉNY. Magyar falu Ungvár Várm. földes Ura Barkóczy Uraság, lakosai katolikusok, fekszik Doboruszkához nem meszsze, és annak filiája, határja jó, vagyonnyai jelesek, és külömbfélék; el adásra alkalmatos módgyok van.”
Fényes Elek 1851-ben kiadott geográfiai szótárában így ír a faluról: „Kelecsény, magyar-orosz falu, Ungh vmegyében, Dobo-Ruszkához egy órányira: 102 római, 93 g. kath., 8 evang., 156 ref. 15 zsidó lak. F. u. gr. Barkóczy.”
1910-ben 339-en, túlnyomórészt magyarok lakták. 1920-ig Ung vármegye Nagykaposi járásához tartozott, majd az újonnan létrehozott csehszlovák államhoz csatolták. 1938-1945 között ismét Magyarország része.
1943-ig önálló község volt, azóta Nyarádkelecsény (vagy Kaposkelecsény) néven összevonták Magyarmocsár és Ungnyarád településekkel.

## Lásd még
- Nyarádkelecsény
- Magyarmocsár
- Ungnyarád

## Külső hivatkozások
- Községinfó
- Szlovákia térképén